# Micraspis
Micraspis is een geslacht van schimmels behorend tot de familie Micraspidaceae. De typesoort is Micraspis acicola.

## Soorten
Volgen Index Fungorum telt het geslacht drie soorten (peildatum februari 2022):
| Soortnaam            | Auteur(s) | Publicatiejaar |
| -------------------- | --------- | -------------- |
| Micraspis acicola    | Darker    | 1963           |
| Micraspis strobilina | Dennis    | 1971           |
| Micraspis tetraspora | Graddon   | 1984           |